# Kaolinite
La kaolinite est une espèce minérale composée de silicate d'aluminium hydraté, de formule Al2Si2O5(OH)4 du groupe des silicates, sous-groupe des phyllosilicates.

## Étymologie
Le nom kaolinite provient du chinois (sinogrammes : 高岭土, pinyin : gāo líng tǔ), signifiant « terre des hautes collines ».

## Propriétés physiques
La surface de contact de la kaolinite est de 5 à 20 m2/g, donc peu réactive.

## Cristallochimie
La kaolinite cristallise dans le système triclinique. Au plan structural, elle est formée d'un empilement de feuillets.

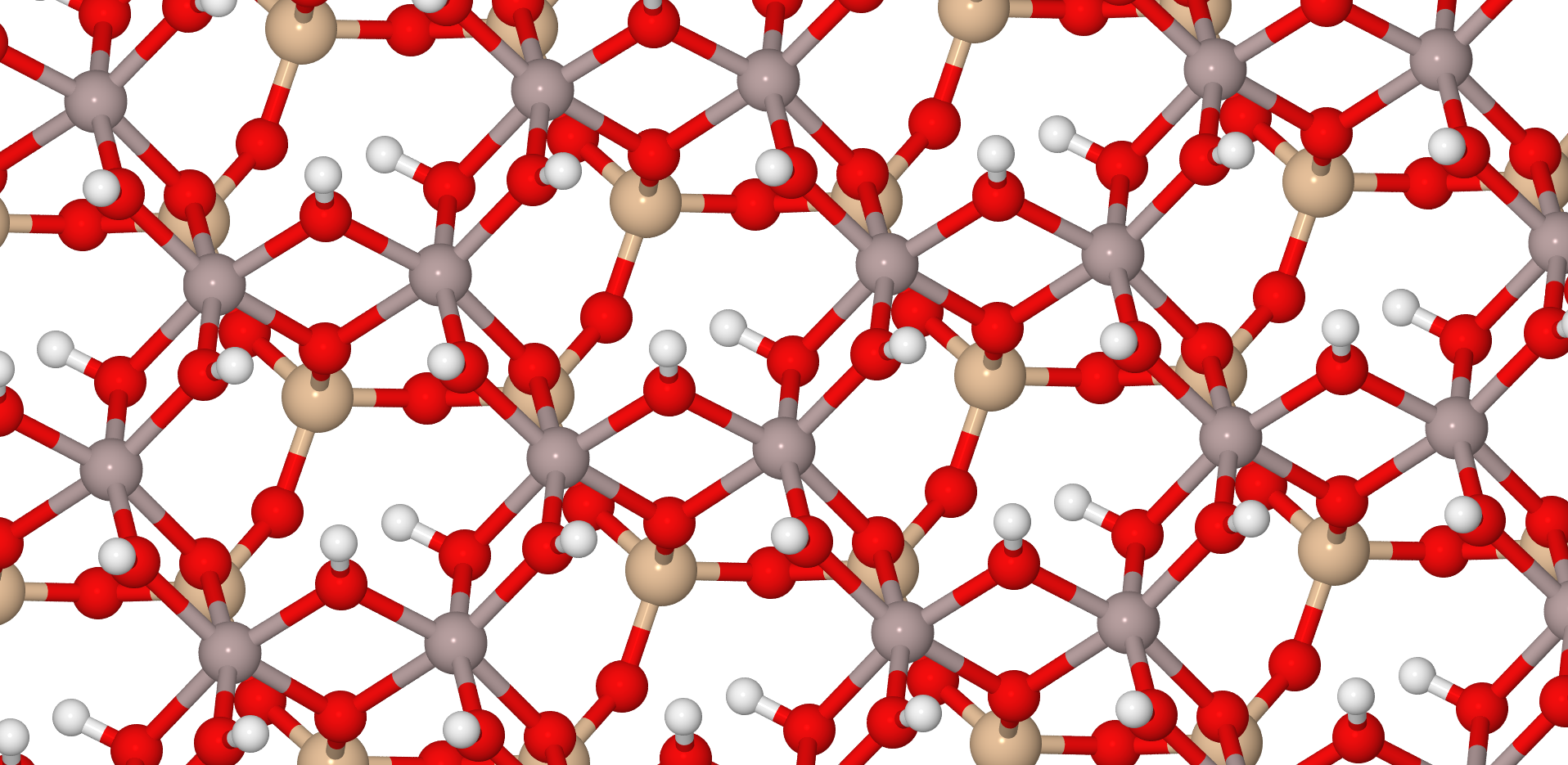
Structure atomique d'un feuillet de kaolinite

### Feuillet
La kaolinite est un minéral argileux de type 1/1, c'est-à-dire qu'un feuillet de kaolinite est formé de deux couches : 
- une couche octaédrique ; Al(OH)5O : 7 atomes pour 6 sommets + l'aluminium au centre. Les OH− et l'oxygène étant partagés entre les différents octaèdres qui composent la couche ;
- une couche tétraédrique ; SiO4 : 5 atomes pour 4 sommets + le silicium au milieu. Les oxygènes étant partagés entre les différents tétraèdres qui composent la couche.

### Empilement
- 30 feuillets empilés forment une cristallite élémentaire ;
- assemblage en château de cartes ;
- espace interfoliaire fermé, avec des liaisons hydrogène ;
- pas de substitutions isomorphiques.

### Groupe de la kaolinite
La kaolinite est l'archétype groupe de la kaolinite, qui regroupe les minéraux isostructuraux :
- la dickite Al2Si2O5(OH)4,
- l'endellite Al2Si2O5(OH)4 · 2 H2O,
- la halloysite Al2Si2O5(OH)4,
- la kaolinite Al2Si2O5(OH)4,
- la nacrite Al2Si2O5(OH)4,
- l'odinite (Fe,Mg, Al,Fe,Ti,Mn)2.5(Si,Al)2O5(OH)4.

## Gisements

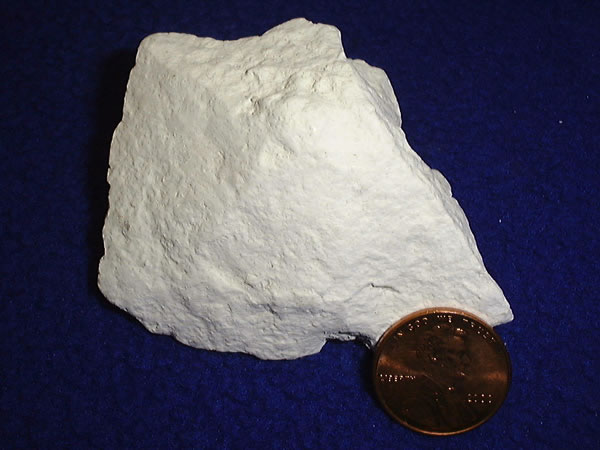
Échantillon de kaolin.

### Sur Terre
La kaolinite se trouve dans les roches argileuses comme le kaolin, ou dans les roches magmatiques comme le granite, résultat de l'altération des feldspaths.
C'est un des minéraux les plus courants, extrait sous forme de kaolin au Brésil, en France (Saintonge, Guyane, Plœmeur), en Grande-Bretagne, en Allemagne, en Inde, en Australie, en Corée, en Chine, en République tchèque et aux États-Unis.

### Sur d'autres corps célestes
Les spectres infrarouges acquis par les orbiteurs martiens indiquent la présence de kaolinite dans plusieurs régions : cratère Leighton, Mawrth Vallis et Nili Fossae. Les bandes de liaison OH sont essentiellement dans la gamme de longueurs d'onde 2,205–2,212 μm. L'un des spectres montre cette liaison dans la bande 2,215–2,219 μm, probablement le signe d'une forte substitution Fe/Mg.
En 2024, des roches claires trouvées dans le cratère Jezero, photographiées et analysées par l'astromobile Perseverance, se révèlent riches en kaolinite, la première occurrence certaine de kaolinite ailleurs que sur Terre. Elle provient probablement de l'altération aqueuse de roches transportées depuis les bords du cratère, à une époque où le climat était chaud et humide,.

## Utilisation
- Le kaolin est utilisé dans l'industrie du papier à la fois comme charge dans la masse du papier et comme revêtement de surface. Il permet de réduire la quantité de pâte à papier, assez chère, et améliore les propriétés optiques. Sa blancheur augmente l'éclat et l'opacité à la surface du papier, tandis que la taille et la forme des particules individuelles de kaolin lui procurent le brillant et la qualité d'impression requis pour certains types de papier[7].
- La kaolinite est utilisée en céramique notamment pour la fabrication de porcelaines dont elle est le constituant essentiel.
- Utilisée par voie orale, elle permet de traiter certains troubles digestifs. Elle tapisse la muqueuse gastro-intestinale, la protège, aide à sa cicatrisation et absorbe les toxines présentes dans le tube digestif (elle a en effet un fort pouvoir absorbant). Ainsi la kaolinite est excellente pour les problèmes d'estomac, de ballonnements et de transit trop rapide.
- La kaolinite calcinée est utilisée en agriculture (notamment agriculture biologique) contre divers parasites tels que la cicadelle blanche, le puceron cendré du pommier et la mouche d'olive (Bactrocera oleae).